# Haakon Stein
Haakon Stein (* 16. Januar 1940 in Koblenz) ist ein ehemaliger deutscher Degenfechter. Er wurde deutscher Meister und nahm an den Olympischen Spielen 1964 in Tokio teil. Sein Fechtclub war der TuS Rei Koblenz.

## Erfolge
Stein wurde 1960 deutscher Meister im Degenfechten. 1963 und 1964 gewann er den Weißen Bären, das größte internationale Turnier in Deutschland. 1964 war er Mitglied der Herrendegenmannschaft bei den Olympischen Spielen in Tokio. Zusammen mit Franz Rompza, Max Geuter, Volkmar Würtz und Paul Gnaier belegte er den sechsten Platz.